# No Singles
No Singles es un álbum de compilación de la banda canadiense Japandroids.

## Introducción al mercado
No Singles es una compilación de los primeros dos EP de Japandroids: Lullaby Death Jams (2008) y All Lies (2007). Fue el 11 de mayo de 2010 que Polyvinyl Record Co. lo introdujo al mercado. La compilación representa todo el material de Japandroids antes de su álbum debut, Post-Nothing. 
Ambos EP fueron originalmente vendidos por la banda, y estaban indisponibles. Fueron remasterizados por John Golden. El librillo incluido en No Singles detalla la historia de Japandroids, con fotos raras, promocionales de shows, etc. La banda ha declarado que No Singles fue diseñado para calmar a los fanes que pedían más música, ya que no podrían grabar un segundo álbum sino hasta el 2011 dada su ocupada agenda.
El título de "Darkness on the Edge of Gastown" es una referencia doble al álbum de 1978, Darkness on the Edge of Town de Bruce Springsteen y el vecindario de Gastown en Vancouver.

## Lista de pistas
| Edición CD/LP |                                                |                           |          |  |
| N.º           | Título                                         | Escritor(es)              | Duración |  |
| 1.            | «Darkness on the Edge of Gastown»              | Japandroids, King         | 4:14     |  |
| 2.            | «No Allegiance to the Queen»                   | Japandroids, King         | 4:36     |  |
| 3.            | «Sexual Aerosol»                               | Japandroids, King         | 3:59     |  |
| 4.            | «Lovers/Strangers»                             | Japandroids, King, Prowse | 1:46     |  |
| 5.            | «Lucifer's Symphony»                           | Japandroids, King         | 6:53     |  |
| 6.            | «Couture Suicide»                              | Japandroids, King         | 4:41     |  |
| 7.            | «Avant Sleepwalk»                              | Japandroids, King, Prowse | 2:37     |  |
| 8.            | «Coma Complacency»                             | Japandroids, King, Prowse | 3:05     |  |
| 9.            | «To Hell With Good Intentions» (Mclusky cover) | Falkous, Chapple, Harding | 3:27     |  |
| 10.           | «Press Corps»                                  | Japandroids, King         | 5:15     |  |

## Personal
Japandroids
- Brian King – guitarra, vocales principales
- David Prowse - percusiones, vocales secundarios

Personal técnico
- Matt Skillings - Ingeniero
- Thomas Shields - Ingeniero

## EP Originales
| Año  | Detalles del EP | Lista de pistas |
| ---- | --- | --- |
| 2008 | Lullaby Death Jams - Disquera: Ninguna - Grabado: 24-25 de junio de 2007 - A la venta: 1 de enero de 2008 - Formatos: CD - Copias: 500 | 1. "Darkness on the Edge of Gastown" - 4:14 2. "No Allegiance to the Queen" - 4:36 3. "Sexual Aerosol" - 3:59 4. "Lovers/Strangers" - 1:46 5. "Lucifer's Symphony" - 6:53 |
| 2007 | All Lies - Disquera: Ninguna - Grabado: 26-27 de noviembre de 2006 - A la venta: 1 de mayo de 2007 - Formatos: CD - Copias: 500        | 1. "Couture Suicide" - 4:41 2. "Avant Sleepwalk" - 2:37 3. "Coma Complacency" - 3:05 4. "To Hell With Good Intentions" (Mclusky) - 3:27 5. "Press Corps" - 5:15           |